# Saskia als Flora
Saskia als Flora ist ein von Rembrandt van Rijn gemaltes Porträt aus dem Jahr 1634. Das 125 Zentimeter hohe und 101 Zentimeter breite Gemälde zeigt Rembrandts Ehefrau Saskia van Uylenburgh in der Rolle der Flora, die in der römischen Mythologie die Gottheit der Blüte und des Frühlings war. Das Porträt befindet sich in der Eremitage in Sankt Petersburg.

## Bildbeschreibung
Das Porträt Saskia als Flora zeigt Rembrandts Ehefrau, Saskia van Uylenburgh, im Jahr ihrer Hochzeit. Sie ist das zentrale Bildmotiv; stehend abgebildet. Die Kleidung ist mit opulenten Stickereien verziert und hebt sich hell vom dunklen Bildhintergrund ab. Saskia wird mit Blumenelementen als Attribute eindeutig als Flora ausgewiesen. Sie trägt Blumenschmuck auf dem Kopf und hält einen mit Blumen geschmückten Stab in der Hand. Das Gesicht Saskias wird von Rembrandt durch die Lichtführung betont.

## Hintergrund
Das Porträt wird durch die Blumen-Attribute allgemein als Darstellung der Flora anerkannt. Ob es jedoch wirklich Saskia darstellt, ist umstritten. Von den Befürwortern werden Ähnlichkeiten zwischen einer Zeichnung von ihr, die Rembrandt 1633 kurz nach ihrer Verlobung anfertigte, einem Porträt von Saskia als Flora in der National Gallery in London und dem Sankt Petersburger Porträt angeführt. Auch wenn die Malgründe unterschiedlich sind, könnten die Ähnlichkeiten der Gesichter und Körper nicht zufällig sein. Die Experten des Rembrandt Research Projects haben sich in ihrem Werk A Corpus of Rembrandt Paintings Volume II. aus dem Jahr 1986 nicht davon überzeugt gezeigt.